# Jean-Paul Samputu
Jean-Paul Samputu (Butare, 15 de març de 1962) és un cantant, músic i compositor de Ruanda, un dels més popular del seu país. Canta en sis idiomes: kinyarwanda, suahili, lingala, luganda, francès i anglès.

## Biografia
Va començar a cantar en 1977 en el cor de l'església, i era influenciat per la música tradicional i contemporània, inclosos Stevie Wonder, Bob Marley, Jimmy Cliff i Lionel Richie. A la dècada de 1980 va formar part de la popular banda ruandesa Nyampinga, que va produir tres discos. El 1985 va produir el seu primer LP en solitari, Tegeka Isi. Al llarg de 1986 va ser líder de la banda instrumental Ingeli. Samputu va recórrer Europa el 1993, i va llançar el seu disc Twararutashye. Durant el genocidi ruandès el 1994, va perdre els seus pares i tres germans. El 1998 es va traslladar al Canadà, i el 2004 es va traslladar als Estats Units. Actualment, resideix a l'àrea de Brighton al Regne Unit.
El 2003 va guanyar el Kora Award al Millor Artista Tradicional Africà el 2003, i el 2004 va arribar als Estats Units el 2004 durant Ten Years Remembering, un esdeveniment commemoratiu del desè aniversari del genocidi de Ruanda. Continua els seus esforços per educar els joves sobre el genocidi a través de debats i fòrums en col·legis i universitats de tot el país. Ha estat guardonat amb l'oportunitat de compartir el seu missatge i la seva música al National Civil Rights Museum per als Premis Freedom 2005, on va actuar davant Oprah Winfrey i Ruby Dee, així com l'amfitriona de la cerimònia, Angela Bassett. És un dels dos únics artistes africans a actuar per al World Culture Open al Lincoln Center de Nova York i també ha actuat per l'Alt Comissionat de les Nacions Unides per als Refugiats per al Dia Mundial dels Refugiats.

## Discografia

### Àlbums
| Year | Title                            |
| ---- | -------------------------------- |
| 1985 | Tegeka Isi                       |
| 1991 | Bahizi Beza                      |
| 2003 | Abaana                           |
| 2004 | Testimony from Rwanda            |
| 2014 | Rwandan Dream (amb Iain Stewart) |
| 2015 | Only Love                        |
| 2016 | Voices from Rwanda               |

### Singles
- Suzuki (1983 amb Nyampinga Band)
- Ingendo Y'Abeza (1984 amb Nyampinga Band)
- Mr. Bigirumwami (1986 amb Ingeli Band)
- Rwanda Rwiza (1987)
- Twararutashye (1993 amb Ingeli Band)
- Kenyera Inkindi Y'Ubuzima (1995)
- Mutima W'Urugo (1996)
- Ubaha Ikiremwa Muntu (1997)
- Ubuphura Buba Munda (1997)
- Igihe Kirageze (1999)
- Disi Garuka (2000)

## Premis i honors
- Kora Award per a l'artista masculí africà més prometedor, 2003[7]
- Concurs internacional de composició de cançons del 2006: guanyador del 1er lloc de World Music per "Psalm 150"[8]
- Federació Inter Religiosa i Internacional per a la Pau Mundial: Ambaixador de Pau, 2007